# Heteropelma signatum
Heteropelma signatum är en stekelart som först beskrevs av Johann Ludwig Christian Gravenhorst 1829.  Heteropelma signatum ingår i släktet Heteropelma och familjen brokparasitsteklar. Inga underarter finns listade i Catalogue of Life.